# Cour suprême du Rwanda
Pour les autres articles nationaux ou selon les autres juridictions, voir Cour suprême.
La Cour suprême du Rwanda est la juridiction la plus élevée du Rwanda. 
Elle est définie par l'article 143 de la Constitution du Rwanda de 2003. L'article 145 de cette constitution garantit son indépendance judiciaire.
Ses compétences, définies par la loi n°30/2018 du 02/06/2018, s’étendent aux tribunaux de première instance et d'appel en matière civile, pénale, commerciale et administrative.
Elle est dirigée par Domitilla Mukantaganzwa depuis décembre 2024.